# Бек, Йооп
Йо́зефус Гера́рдус Бек (нидерл. Josephus Gerardus Beek; 12 марта 1917, Амстердам — 17 сентября 1983, Джакарта), более известен как Йо́оп Бек (нидерл. Joop Beek) или Па́тер Бек (нидерл. Pater Beek) — индонезийский католический священник-иезуит и политик нидерландского происхождения. Идеолог и организатор антикоммунистического движения индонезийской студенческой молодёжи KASBUL. Активный участник антикоммунистической кампании 1965—1966 и свержения Сукарно. Пользовался доверием президента Сухарто. Один из основателей «мозгового центра» CSIS.

## Католический священник
Родился в амстердамской семье, тесно связанной с Голландской Ост-Индией. В 12 лет лишился отца. Семья пережила тяжёлые бедствия в период Великой депрессии. С детства Йозефус проникся католической религиозностью.
В 1935 году Йооп Бек присоединился к Ордену иезуитов. В 1938 направлен для проповеди католицизма на Яву. Был интернирован в период японской оккупации 1942—1945, содержался в жёстких условиях. После освобождения в 1946 вернулся в Нидерланды. В 1948 Йооп Бек был рукоположен в сан католического священника.

## Антикоммунистический активист

### Проповедь
После рукоположения Йооп Бек был снова отправлен в Индонезию. Проповедовал в Джокьякарте, с 1960 — в Джакарте.
Проповедь Йоопа Бека была крайне политизированной. Он был решительным приверженцем социального и политического католицизма в версии Боба Сантамарии, сторонником солидаризма и корпоративизма, жёстким антикоммунистом и антиисламистом. С этих позиций Йооп Бек был противником левого режима Сукарно.

### Подполье
Йооп Бек активно работал с индонезийской католической молодёжью. Под его влиянием находилась Ассоциация католических студентов Республики Индонезия (PMKRI). Патер Бек организовал в Джакарте нелегальные курсы KASBUL, на которых студенты-католики проходили политическую и боевую подготовку. Слушатели курсов воспитывались в духе идей Сантамарии.
В KASBUL царила военизированная дисциплина, безусловное повиновение, строгие наказания. В качестве тренировок практиковались жестокие драки. Активисты готовились к будущему физическому столкновению с коммунистами и противостоянию мусульманам. Среди выпускников KASBUL были Космас Батубара, братья Софьян Вананди и Юсуф Вананди — будущие лидеры антикоммунистической чистки, крупные политики «нового порядка».

«Патер Бек проводил тренинги по борьбе с коммунизмом, — с ностальгией вспоминает Космас Батубара. — Учил, как действовать, если встретим группу коммунистов… Он внушал нам: будьте сильными. Потому что против марксизма-ленинизма помогает только сила»

Параллельно Йооп Бек установил контакты с правым крылом командования индонезийской армии, прежде всего с начальником разведки военного округа Центральной Явы и особого округа Джокьякарты генералом Али Муртопо. Видные представители генералитета и офицерства из окружения Сухарто разделяли взгляды Бека, поддерживали его антикоммунистическую активность и при этом готовы были противостоять влиянию мусульманских кругов.
Существуют предположения о связях Патера Бека с ЦРУ, МИ5 и масонскими ложами, получении им финансирования из Нидерландов и ФРГ, а также из Австралии от Боба Сантамарии. Бек считался связующим звеном между оппозиционным католическим активом, правыми военными кругами и иностранными союзниками индонезийских антикоммунистов.

### Удар
30 ноября 1965 года прокоммунистическая группа Унтунга совершила попытку военного переворота. Путч был подавлен войсками под командованием Сухарто и Сарво Эдди. В Индонезии началась мощная антикоммунистическая кампания, сопровождавшаяся массовыми убийствами членов и сторонников КПИ.
25 октября 1965 Космас Батубара, братья Вананди, Гарри Тян Силалахи и другие ученики Патера Бека создали Союз действия студентов Индонезии (КАМИ). Союз выдвинул Три народных требования (TRITURA): запрет КПИ и идеологии коммунизма, чистка правительства и госаппарата от коммунистов, снижение цен на товары массового спроса. Боевики КАМИ активно участвовали в разгроме КПИ, в том числе в убийствах, и в демонстрациях против правительства Сукарно.
КАМИ действовал в тесном взаимодействии с армией, особенно парашютно-десантным спецподразделением Сарво Эдди, и с правомусульманским координационным комитетом Субхана ЗЭ. КАМИ и аффилированные с ним структуры (прежде всего КАППИ) — в значительной степени руководимые Йоопом Беком — сыграли важную роль в разгроме компартии и свержении Сукарно.

## Вдохновитель «нового порядка»
После отстранения от власти Сукарно и перехода полномочий в руки Сухарто, который в 1968 году был официально избран президентом страны, Йоопу Беку было предоставлено индонезийское гражданство. Он пользовался личным доверием нового индонезийского лидера, и по его рекомендации многие лидеры и активисты КАМИ, прошедшие обучение KASBUL, вошли в сотав руководства блока Голкар, а впоследствии были назначены на высокие государственные должности. После разгрома коммунистической партии Йооп Бек стал считать главной опасностью исламские политические силы.

Главными врагами церкви и страны Патер Бек считал коммунизм и ислам. На его взгляд, между ними было много общего.

В свои структуры он привлекал католиков либо индонезийцев китайского происхождения. Это привело к острому конфликту с влиятельными мусульманскими кругами. Однако Патер Бек пользовался поддержкой Сухарто.
С 1971 под руководством братьев Вананди и Гарри Тян Силалахи заработал «мозговой центр» CSIS — Центр стратегических и международных исследований, консультирующий органы власти и вырабатывающий политические рекомендации. Деятельность CSIS в значительной степени протекала под контролем Патера Бека. Политика «нового порядка», особенно в первое десятилетие, носила явственный отпечаток взглядов Йоопа Бека, восходящих к идеологии Боба Сантамарии. Корпоративистская структура Голкар формировалась под влиянием католической социальной доктриной.

## Кончина
С середины 1970-х влияние Йоопа Бека заметно снизилось, политический курс Сухарто стал меняться. Власти пошли на контролируемую либерализацию и сближение с мусульманскими кругами. Патер Бек вынужден был отойти от активной политической деятельности. По имеющимся отзывам, он тяжело переживал это, разочаровался в «неблагодарном» Сухарто, посетил могилу Сукарно, стал склонен к алкоголизации.
Скончался Патер Бек в окружении приверженцев-ветеранов в возрасте 66 лет.

## Память
Отношение к Патеру Беку в современной Индонезии двойственно. В значительной степени оно зависит от конфессионально-политической ориентации. Левые круги и мусульманские политики относятся к Беку крайне негативно. Его структуры, в том числе CSIS, считаются группами лоббирования католических и китайских интересов в стране с мусульманским большинством населения. Либеральные политики и историки осуждают Патера Бека за жёсткость, идеологический фанатизм и насилие. Они также возлагают на него ответственность за усиление исламского фундаментализма — в результате инициированного Беком ограничения умеренных мусульманских организаций.
Биография Йоопа Бека легла в основу документального фильма Imitatio Ignacio (название содержит аллюзию, отсылающую к Лойоле), снятого в 2007 году. Авторы фильма настроены к Беку скорее негативно, ищут психологические истоки его жестокости в трудном детстве и японском интернировании, считают, будто им двигало стремление отомстить за пережитое.
С другой стороны, Патера Бека глубоко почитают католики-антикоммунисты и сторонники «нового порядка» (даже после падения режима Сухарто). При этом следует учитывать, что некоторые ветераны KASBUL и КАМИ остаются общественно активными, а их традиция в определённой степени продолжается в современности.